# Aeronautica militare del Gambia
L'Aeronautica militare del Gambia, conosciuta internazionalmente anche con la designazione in lingua inglese Gambian Air Force, è l'attuale aeronautica militare del Gambia e parte integrante delle forze armate gambiane.

## Aeromobili in uso
Sezione aggiornata annualmente in base al World Air Force di Flightglobal del corrente anno. Tale dossier non contempla UAV, aerei da trasporto VIP ed eventuali incidenti accorsi durante l'anno della sua pubblicazione. Modifiche giornaliere o mensili che potrebbero portare a discordanze nel tipo di modelli in servizio e nel loro numero rispetto a WAF, vengono apportate in base a siti specializzati, periodici mensili e bimestrali. Tali modifiche vengono apportate onde rendere quanto più aggiornata la tabella.
Aeronautica & Difesa, al giugno 2020, riportava che sull’aeroporto di Banjul gli unici aerei in condizioni operative erano due Air Tractor AT-802U e, forse, un Su-25KM.
| Aeromobile                   | Origine     | Tipo                      | Versione (denominazione locale) | In servizio (2022) | Note                               | Immagine |
| Aerei da combattimento       |             |                           |                                 |                    |                                    |          |
| Sukhoi Su-25 Frogfoot        | Russia      | aereo da attacco al suolo | Su-25KM                         | 1                  | 1 Su-25KM ex georgiano consegnato. |          |
| Air Tractor AT-802 Air Truck | Stati Uniti | COIN                      | AT-802U                         | 2                  | 2 AT-802U consegnati.              |          |
| Aerei da trasporto           |             |                           |                                 |                    |                                    |          |
| Ilyushin Il-62 Classic       | Russia      | aereo da trasporto VIP    | Il-62M                          | 1                  | 1 Il-62M consegnato.               |          |
| Elicotteri                   |             |                           |                                 |                    |                                    |          |
| Mil Mi-17 Hip                | Russia      | elicottero da trasporto   | Mi-17 Hip-H                     | ?                  | 2 Mi-17 Hip-H consegnati.          |          |
| Mil Mi-2 Hoplite             | Russia      | elicottero utility        | Mi-2                            | 2                  | 2 Mi-2 consegnati.                 |          |